# تراسي توماس
تراسي توماس (بالإنجليزية: Tracie Thoms)‏ مواليد 19 أغسطس 1975 في بالتيمور، ماريلاند، الولايات المتحدة، هي ممثلة أمريكية بدأت مسيرتها الفنية عام 2002.

## الأعمال

### أفلام
- صانع الحلقة (الدور: بياتريكس)

## روابط خارجية
- تراسي توماس على موقع IMDb (الإنجليزية)
- تراسي توماس على موقع ألو سيني (الفرنسية)
- تراسي توماس على موقع ميوزك برينز (الإنجليزية)
- تراسي توماس على موقع أول موفي (الإنجليزية)
- تراسي توماس على موقع قاعدة بيانات برودواي على الإنترنت (الإنجليزية)
- تراسي توماس على موقع قاعدة بيانات الأفلام السويدية (السويدية)
- تراسي توماس على موقع إن إن دي بي (الإنجليزية)
- تراسي توماس على موقع ديسكوغز (الإنجليزية)
- تراسي توماس على موقع قاعدة بيانات الفيلم (الإنجليزية)
- تراسي توماس على موقع كينوبويسك (الروسية)